# Bataille de l'Habrah
 (septembre 2014).
Si vous disposez d'ouvrages ou d'articles de référence ou si vous connaissez des sites web de qualité traitant du thème abordé ici, merci de compléter l'article en donnant les références utiles à sa vérifiabilité et en les liant à la section « Notes et références ».
Conquête de l'Algérie par la France
La bataille de l'Habrah, qui oppose le 3 décembre 1835 des troupes françaises commandées par le général Clauzel et les combattants de l’émir Abd el-Kader, est un épisode du conflit entre l'émir et la France (1832-1847).
La bataille de l'Habrah a lieu à Larbaâ au cours de la première expédition contre Mascara, du 28 novembre au 9 décembre 1835.

## Contexte
Malgré le traité conclu entre Abd el-Kader et le général Desmichels (1834), le successeur de celui-ci à Oran, le général Trézel reprend les hostilités, mais subit un revers grave à la Macta (juin 1835) et est démis, ainsi que le gouverneur général Drouet d'Erlon (juillet 1835).
Le nouveau gouverneur général, Bertrand Clauzel, envisage une conquête rapide de l'ensemble de l'Algérie ; en premier lieu, il veut en finir avec Abd el-Kader et décide de lancer une attaque contre sa capitale, Mascara.

## Préliminaires
La colonne française, commandée par Clauzel lui-même, accompagné du duc d'Orléans, fils de Louis-Philippe, comprend 11 000 hommes. Le départ a lieu le 28 novembre. À l'arrivée dans les montagnes, un engagement assez sérieux a lieu le 1er décembre. Le 3 décembre, une attaque plus grave a lieu dans le secteur de l'oued Habrah.

## Forces en présence
Les forces françaises comprennent 4 brigades (généraux Oudinot, Perrégaux, d'Arlanges, colonel Combes) et un corps de 900 combattants autochtones, formé de Turcs (janissaires de l'ex-Régence), de Douairs et de Smélas (tribus de la région d'Oran). La brigade Oudinot comprend un bataillon de zouaves sous la conduite de Lamoricière.

## Déroulement
« Les troupes françaises, inquiétées sur leurs arrières par un fort parti de la cavalerie que le colonel Combes disperse au canon, franchissent les ravins et les cimetières encombrés de cadavres. Les spahis poursuivent les derniers fuyards en corps à corps. Il faut ouvrir à coup de pioche un chemin à travers ces montagnes escarpées, ces mamelons broussailleux, ces ravins abrupts et ces amas de rochers, en l'absence de routes. L'intervention du génie, commandé par le général Lemercier, permet de frayer un chemin aux voitures.
L’émir Abd el-Kader, qui dans cette journée, manœuvre dans son côté aussi bien que le lui permettent les éléments qui sont à son commandement, forcé de renoncer à son attaque de flanc, se porte par les montagnes, et s'établit perpendiculairement à la direction, dans une position protégée à droite par un bois et à gauche par des montagnes. »

## Conséquences
Mascara, abandonnée par ses habitants, est occupée le 7 décembre, mais le général Clauzel n'y installe pas de garnison ; il l'abandonne le 9 en l'incendiant.